# Conus coromandelicus
Conus coromandelicus é uma espécie de gastrópode do gênero Conus, pertencente à família Conidae.